# Emlembe
De Emlembe is met een hoogte van 1862 meter boven de zeespiegel het hoogste punt van Swaziland. De Emlembe ligt aan de westelijke grens tussen Swaziland en Zuid-Afrika en maakt deel uit van de Drakensbergen, die hier de grens tussen beide landen vormt.